# پرستوهای صخره
 پرستوهای صخره (نام علمی: Petrochelidon) نام یک سرده از تیره پرستویان است.

## گونه‌ها
- پرستوی صخره گلوسرخ (Petrochelidon rufigula)
- پرستوی صخره پرئوس (Petrochelidon preussi)
- پرستوی صخره دریای سرخ (Petrochelidon perdita)
- پرستوی صخره آفریقای جنوبی (Petrochelidon spilodera)
- پرستوی جنگلی (Petrochelidon fuliginosa)
- پرستوی پری (Petrochelidon ariel)
- Tree martin (Petrochelidon nigricans)
- پرستوی صخره آمریکایی (Petrochelidon pyrrhonota)
- پرستوی غارزی (Petrochelidon fulva)
- پرستوی طوق‌بلوطی (Petrochelidon rufocollaris)
- پرستوی گلورگه‌دار (Petrochelidon fluvicola)